# 깜라인항

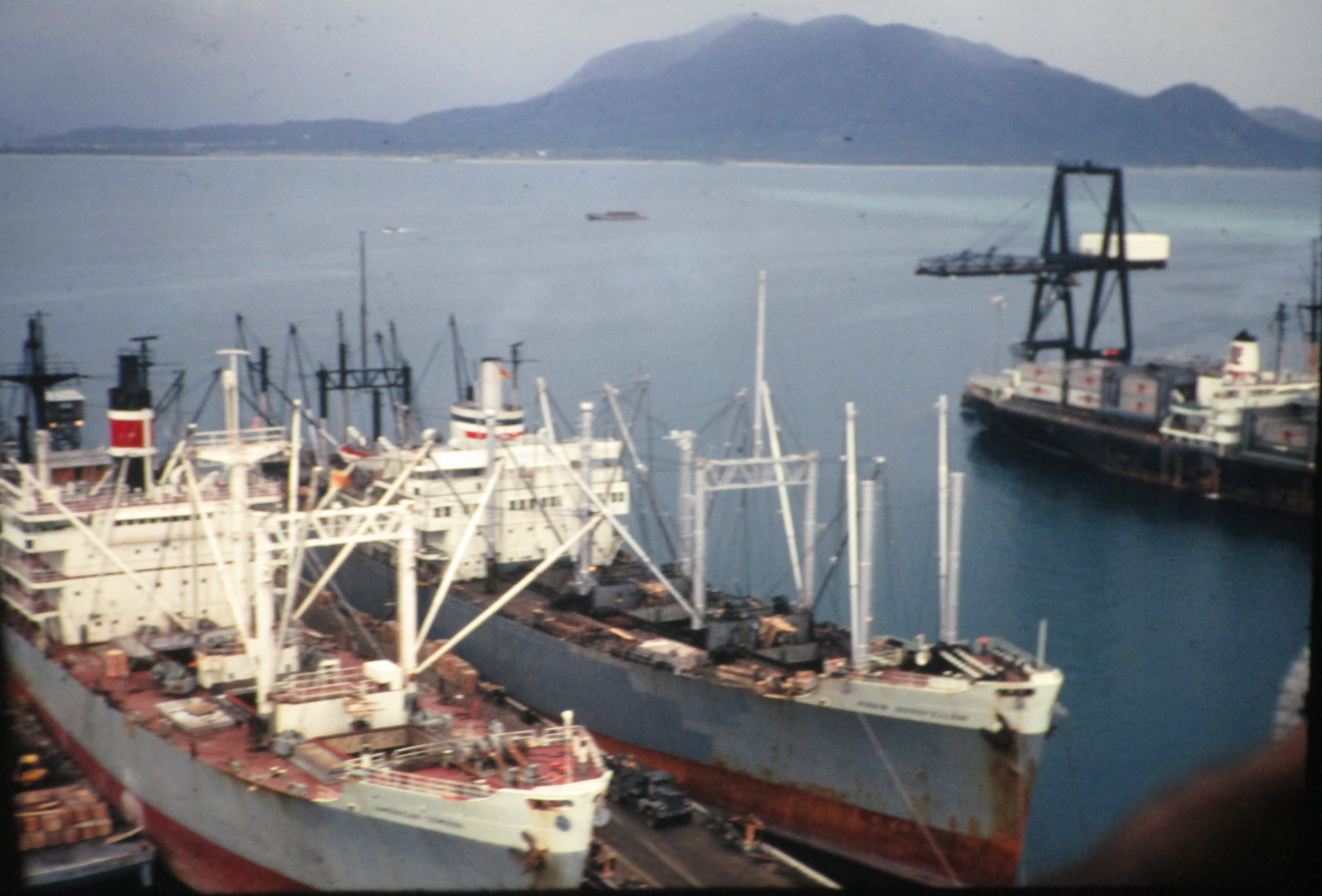
깜라인항

깜라인항(베트남어: Cảng Cam Ranh, 옛, 베트남어: Cảng Ba Ngòi)은 카인호아성 깜라인만에 위치한 국제상업항으로, 넓은 면적의 밀폐 지역으로 심해 항만 서비스 개발에 유리한 곳이다. 북부 철도에서 국도 제1A호선, 3km 떨어진 이온고속도로는 오래 전부터 남 카인호아와 인근 지방의 중요한 해상교통 요충지였다.
2009년 5월 14일, 바응오이항은 카인호아성 인민위원회에 의해 공사에 넘겨진 지 1년 이상이 지난 후, 깜라인항 원멤버 유한회사라는 이름의 새로운 모델로 정식 운영되었고, 1년 이상 이후에 카인호아성 인민위원회에 의해 베트남 해양공사(비날린)에 인도되었다.
천혜의 장점으로 항구는 개발 및 국제 통합을 촉진하기 위해 인력과 인프라 모두에서 업그레이드에 지속적으로 투자된다. 1991년 해양청 산하 냐짱 - 바응오이항의 항만 사업부에서 독립된 항만 사업부로 분리되었다. 15년간 운영한 바응오이항은 모든 면에서 끊임없이 성장해 왔고 항구를 통한 화물의 양도 10배 이상 증가해 지금은 1억 1100만톤을 넘어서면서 항만 물류서비스가 증가하고 있다.
총 길이 308m, 부두 앞 깊이 11.6m, 수로 깊이 10.2m, 최대 3만 DWT의 선박을 입항시켰다. 항내 인프라가 지속적으로 개선되고, 하역할 장비와 설비가 지속적으로 투입되고, 기술 공정이 지속적으로 개선되어, 대량 화물의 하역 생산성이 하루 4000~5000톤까지 향상되고 있다, 하루 2000~2500톤의 가방, 선박의 신속한 출항이 보장되고 있다. 선박에서 자동차로 하역하는 모든 단계, 또는 창고, 보관 및 그 반대의 모든 단계가 폐쇄적인 프로세스에서 수행된다.

## 같이 보기
- 깜라인만